# SMS Tegetthoff
SMS Tegetthoff bio je austro-ugarski bojni brod (dreadnought) klase Tegetthoff, koja je dobila ime po austrijskom admiralu Wilhemu von Tegetthoffu iz 19. stoljeća. Admiral Tegetthoff je slavu dobio 1866. kada je porazio talijansku flotu kod Visa.
Brod je bio dugačak 151 metar, širok 27 metara s posadom od 950 mornara i 46 topova.